# Diamond Mine (wrestling)
La Diamond Mine è stata una stable di wrestling attiva nella WWE a partire dal 2021 fino al 2023, composta da Brutus Creed, Julius Creed e Ivy Nile.

## Storia
La stable fece il suo debutto quando Tyler Rust tornò dopo una lunga assenza nella puntata di NXT del 22 giugno insieme ad Hachiman e Roderick Strong attaccando Kushida, segnando la prima apparizione della Diamond Mine, creata dai tre con Malcolm Bivens come manager. Quando ad agosto Rust venne licenziato dalla WWE, i Creed Brothers e Ivy Nile presero il suo posto, mentre Hachiman divenne l'allenatore della stable. Nella puntata di NXT 2.0 del 21 settembre Strong sconfisse Kushida conquistando l'NXT Cruiserweight Championship per la prima volta. Nella puntata di NXT 2.0 del 28 settembre Strong mantenne la cintura dei pesi leggeri appena vinta contro Grayson Waller. Il 5 dicembre, a NXT WarGames, Strong conservò il titolo contro Joe Gacy (nonostante quest'ultimo non fosse un peso leggero). Nella puntata speciale NXT New Year's Evil del 4 gennaio Strong affrontò Carmelo Hayes in un match valevole per l'unificazione dell'NXT Cruiserweight Championship con l'NXT North American Championship di Hayes ma venne sconfitto, perdendo la cintura dopo 105 giorni di regno. Successivamente, Hachiman venne licenziato e la Diamine Mine iniziò una faida con l'Imperium. Il 15 febbraio, nella puntata speciale NXT Vengeance Day, i Creed Brothers sconfissero gli MSK vincendo la settima edizione del Dusty Rhodes Tag Team Classic. Il 2 aprile, a NXT Stand & Deliver, i Creed Brothers presero parte ad un Triple Threat Tag Team match per l'NXT Tag Team Championship che comprendeva anche i campioni Fabian Aichner e Marcel Barthel dell'Imperium e gli MSK ma il match venne vinto da questi ultimi. Nella puntata di NXT 2.0 del 12 aprile i Creed Brothers presero parte ad un Gauntlet match per il vacante NXT Tag Team Championship eliminando il Legado del Fantasma (Cruz Del Toro e Joaquin Wilde), Brooks Jensen e Josh Briggs e Grayson Waller e Sanga prima di venire eliminati per ultimi dai Pretty Deadly (Elton Prince e Kit Wilson). Il 29 aprile anche Bivens venne licenziato e Damon Kemp subentrò nella stable come nuovo membro. Il 4 giugno, a NXT In Your House, i Creed Brothers trionfarono sui Pretty Deadly vincendo l'NXT Tag Team Championship per la prima volta. Nella puntata di NXT 2.0 del 14 giugno i Creed Brothers mantennero le cinture contro Edris Enofé e Malik Blade. Il 5 luglio, nella puntata speciale NXT The Great American Bash, i Creed Brothers conservarono mantennero le cinture di coppia contro Damon Kemp e Roderick Strong (nonostante fossero compagni di stable). Nella puntata di NXT 2.0 del 2 agosto i Creed Brothers mantennero le cinture contro Channing "Stacks" Lorenzo e Tony D'Angelo grazie anche all'intervento di Santos Escobar. Il 4 settembre, a NXT Worlds Collide, i Creed Brothers persero i titoli di coppia a favore dei Pretty Deadly in un Fatal 4-Way Tag Team Elimination match che comprendeva anche Brooks Jensen e Josh Briggs e il Gallus (Mark Coffey e Wolfgang) in cui era in palio anche l'NXT UK Tag Team Championship di Briggs e Jensen; i Creed Brothers persero le cinture dopo 92 giorni di regno e a causa del tradimento di Damon Kemp, che attaccò i due fratelli permettendo ai Pretty Deadly di vincere la contesa. Nella puntata di NXT 2.0 del 13 settembre i Creed Brothers non riuscirono a riconquistare i titoli di coppia contro i Pretty Deadly in uno Steel Cage match a causa dell'interferenza di Damon Kemp.
Dopo che nella stable erano rimasti solo Ivy Nile e i Creed Brothers, nella puntata di NXT del 4 luglio 2023 questi ultimi vennero sconfitti da Jagger Reid e Rip Fowler e, da stipulazione, dovettero lasciare NXT, segnando di fatto la fine della stable. Essa, tuttavia, venne ripristinata il 5 settembre dopo che i Creed Brothers erano riusciti a sconfiggere Reid e Fowler in uno Steel Cage match il 29 agosto ad NXT, venendo riammessi nello show.

## Nel wrestling

### Mosse finali
- Military press slam (Brutus Creed) e Flying lariat (Julius Creed)

### Manager
- Malcolm Bivens

### Musiche d'ingresso
- The Tide is Turning dei Def Rebel (2021–2023)

## Titoli e riconoscimenti
- WWE
  - NXT Cruiserweight Championship (1) – Roderick Strong
  - NXT Tag Team Championship (1) – The Creed Brothers